# Ace Steel
Chris Guy (Chicago, 25 januari 1973), beter bekend als Ace Steel, is een Amerikaans professioneel worstelaar die actief was in de World Wrestling Entertainment (WWE) en Ohio Valley Wrestling.

## In worstelen
- Afwerking en kenmerkende bewegingen
  - Spinal Shock
  - Steel Spike
  - Running corner dropkick
  - Cross armbar
  - Diving headbutt
  - Snap suplex
  - Gory special
  - Missile dropkick
  - Suicide dive
  - Swinging reverse STO
  - Reverse DDT
  - Modified dragon sleeper
  - Death Valley driver
  - Springboard leg drop

- Managers
  - Traci Brooks
  - Lucy Furr
  - Mortimer Plumtree
  - Dave Prazak

- Worsteltrainer van
  - Brad Bradley
  - CM Punk
  - Colt Cabana
  - Lita
  - "Scrap Iron" Adam Pearce
  - Riki Noga
  - Eric Priest

## Kampioenschappen en prestaties
- Independent Wrestling Association Mid-South
  - IWA Mid-South Light Heavyweight Championship (2 keer)
  - IWA Mid South Sweet Science 16 winnaar (2001)

- Interstate Promotions
  - Interstate 8 tournament winnaar (2003)

- Steel Domain Wrestling
  - SDW Television Championship (1 keer)

- St. Paul Championship Wrestling
  - SPCW Heavyweight Championship (1 keer)
  - SPCW Northern States Light Heavyweight Championship (1 keer)

- Mississippi Valley Wrestling Alliance
  - MVWA Missouri State Heavyweight Championship (1 keer)

- World League Wrestling
  - WLW Tag Team Championship (2 keer; 1x met Matt Murphy en 1x met Superstar Steve)

- Andere titels
  - AWA Tag Team Championship (2 keer met Danny Dominion)
  - NWA Tag Team Championship (1 keer met Danny Dominion)